# Vzpírání na Letních olympijských hrách 2012
Vzpěračské soutěže na Letních olympijských hrách 2012 probíhaly od 28. července do 7. srpna v areálu londýnského výstaviště ExCeL London.

## Soutěže

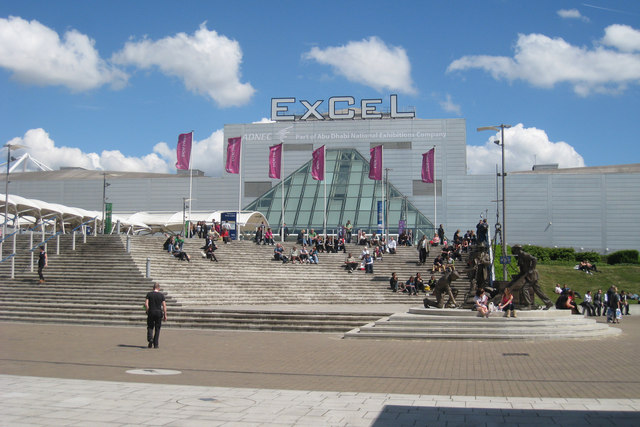
Vzpěračské soutěže hostilo výstaviště Exhibition Centre London (ExCeL).

Ve vzpírání bylo rozděleno 15 sad medailí, z toho o 8 bojovali muži a o 7 ženy. Medaile byly udělovány v následujících váhových kategoriích: 
| - Muži - do 56 kg - do 62 kg - do 69 kg - do 77 kg - do 85 kg - do 94 kg - do 105 kg - nad 105 kg |  | - Ženy - do 48 kg - do 53 kg - do 58 kg - do 63 kg - do 69 kg - do 75 kg - nad 75 kg |

Medaile byly udělovány pouze za výsledek v dvojboji (součet výkonů z trhu a nadhozu). V jedné kategorie mohli startovat maximálně dva sportovci z jedné země.
Ve vzpírání mohli startovat pouze závodníci a závodnice, kteří před zahájením Her dosáhli věku 16 let.

## Kalendář soutěží
| Kalendář Her      | Kalendář Her      | Kalendář Her       | Kalendář Her | Kalendář Her | Kalendář Her | Kalendář Her | Kalendář Her | Kalendář Her | Kalendář Her | Kalendář Her | Kalendář Her | Kalendář Her | Kalendář Her | Kalendář Her | Kalendář Her | Kalendář Her | Kalendář Her | Kalendář Her | Kalendář Her | Kalendář Her | Kalendář Her |
| VII. – VIII. 2012 | VII. – VIII. 2012 | VII. – VIII. 2012  | 25           | 26           | 27           | 28           | 29           | 30           | 31           | 1            | 2            | 3            | 4            | 5            | 6            | 7            | 8            | 9            | 10           | 11           | 12           |
| ----------------- | ----------------- | ------------------ | ------------ | ------------ | ------------ | ------------ | ------------ | ------------ | ------------ | ------------ | ------------ | ------------ | ------------ | ------------ | ------------ | ------------ | ------------ | ------------ | ------------ | ------------ | ------------ |
| Vzpírání          | Vzpírání          | Piktogram vzpírání |              |              |              | 1            | 2            | 2            | 2            | 2            |              | 2            | 1            | 1            | 1            | 1            |              |              |              |              |              |

|  | Soutěže |  | Finále |

| Den                  | Disciplína      | Skupina     | Místní čas    |
| -------------------- | --------------- | ----------- | ------------- |
| sobota 28. července  | ženy do 48 kg   | A           | 15:30 – 17:30 |
| neděle 29. července  | muži do 56 kg   | B           | 10:00 – 14:00 |
| neděle 29. července  | ženy do 53 kg   | B           | 10:00 – 14:00 |
| neděle 29. července  | ženy do 53 kg   | A           | 15:30 – 17:30 |
| neděle 29. července  | muži do 56 kg   | A           | 19:00 – 21:00 |
| pondělí 30. července | muži do 62 kg   | B           | 10:00 – 14:00 |
| pondělí 30. července | ženy do 58 kg   | B           | 10:00 – 14:00 |
| pondělí 30. července | ženy do 58 kg   | A           | 15:30 – 17:30 |
| pondělí 30. července | muži do 62 kg   | A           | 19:00 – 21:00 |
| úterý 31. července   | muži do 69 kg   | B           | 10:00 – 12:00 |
| úterý 31. července   | ženy do 63 kg   | A           | 15:30 – 17:30 |
| úterý 31. července   | muži do 69 kg   | A           | 19:00 – 21:00 |
| středa 1. srpna      | muži do 77 kg   | B           | 10:00 – 14:00 |
| středa 1. srpna      | ženy do 69 kg   | B           | 10:00 – 14:00 |
| středa 1. srpna      | ženy do 69 kg   | A           | 15:30 – 17:30 |
| středa 1. srpna      | muži do 77 kg   | A           | 19:00 – 21:00 |
| čtvrtek 2. srpna     | Bez soutěží     | Bez soutěží | Bez soutěží   |
| pátek 3. srpna       | muži do 85 kg   | B           | 10:00 – 14:00 |
| pátek 3. srpna       | ženy do 75 kg   | B           | 10:00 – 14:00 |
| pátek 3. srpna       | ženy do 75 kg   | A           | 15:30 – 17:30 |
| pátek 3. srpna       | muži do 85 kg   | A           | 19:00 – 21:00 |
| sobota 4. srpna      | muži do 94 kg   | B           | 15:30 – 17:30 |
| sobota 4. srpna      | muži do 94 kg   | A           | 19:00 – 21:00 |
| neděle 5. srpna      | ženy nad 75 kg  | A           | 15:30 – 17:30 |
| pondělí 6. srpna     | muži do 105 kg  | B           | 15:30 – 17:30 |
| pondělí 6. srpna     | muži do 105 kg  | A           | 19:00 – 21:00 |
| úterý 7. srpna       | muži nad 105 kg | B           | 15:30 – 17:30 |
| úterý 7. srpna       | muži nad 105 kg | A           | 19:00 – 21:00 |

## Medailisté honorování v průběhu Her

### Muži
| Kategorie  | Zlato                               | výsledek                 | Stříbro                         | výsledek              | Bronz                                 | výsledek           |
| do 56 kg   | Om Jun-čchol · Severní Korea (PRK)  | 293 kg (125 + 168 OR)    | Wu Ťing-piao · Čína (CHN)       | 289 kg (133 + 156)    | Valentin Xristov* · Ázerbájdžán (AZE) | 286 kg (127 + 159) |
| do 62 kg   | Kim Un-kuk · Severní Korea (PRK)    | 327 kg SR (153 OR + 174) | Óscar Figueroa · Kolumbie (COL) | 317 kg (140 + 177 OR) | Eko Yuli Irawan · Indonésie (INA)     | 317 kg (145 + 172) |
| do 69 kg   | Lin Čching-feng · Čína (CHN)        | 344 kg (157 + 187)       | Triyatno · Indonésie (INA)      | 333 kg (145 + 188)    | Răzvan Martin* · Rumunsko (ROU)       | 332 kg (152 + 180) |
| do 77 kg   | Lü Siao-ťün · Čína (CHN)            | 379 kg SR (175 SR + 204) | Lu Chao-ťie · Čína (CHN)        | 360 kg (170 + 190)    | Iván Cambar · Kuba (CUB)              | 349 kg (155 + 194) |
| do 85 kg   | Adrian Zieliński · Polsko (POL)     | 385 kg (174 + 211)       | Apti Auchadov* · Rusko (RUS)    | 385 kg (175 + 210)    | Kjánúš Rostamí · Írán (IRI)           | 380 kg (171 + 209) |
| do 94 kg   | Ilja Ilin* · Kazachstán (KAZ)       | 418 kg SR (185 + 233 SR) | Alexandr Ivanov* · Rusko (RUS)  | 409 kg (185 + 224)    | Anatol Cîrîcu* · Moldavsko (MDA)      | 407 kg (181 + 226) |
| do 105 kg  | Oleksij Torochtij* · Ukrajina (UKR) | 412 kg (185 + 227)       | Naváb Nasíršelal · Írán (IRI)   | 411 kg (184 + 227)    | Bartłomiej Bonk · Polsko (POL)        | 410 kg (190 + 220) |
| nad 105 kg | Behdád Salímí · Írán (IRI)          | 455 kg (208 + 247)       | Sadžád Anúšíravání · Írán (IRI) | 449 kg (204 + 245)    | Ruslan Albegov · Rusko (RUS)          | 448 kg (208 + 240) |

### Ženy
| Kategorie | Zlato                                     | výsledek                 | Stříbro                              | výsledek                 | Bronz                                   | výsledek           |
| do 48 kg  | Wang Ming-ťüan · Čína (CHN)               | 205 kg (91 + 114)        | Hiromi Mijakeová · Japonsko (JPN)    | 197 kg (87 + 110)        | Rjang Čchun-hwa · Severní Korea (PRK)   | 192 kg (80 + 112)  |
| do 53 kg  | Zulfija Činšanlová* · Kazachstán (KAZ)    | 226 kg OR (95 + 131 SR)  | Sü Šu-ťing · Tchaj-wan (TPE)         | 219 kg (96 + 123)        | Cristina Iovuová* · Moldavsko (MDA)     | 219 kg (99 + 120)  |
| do 58 kg  | Li Süe-jing · Čína (CHN)                  | 246 kg OR (108 OR + 138) | Phimsiri Sirikaewová · Thajsko (THA) | 236 kg (100 + 136)       | Julija Kalinová* · Ukrajina (UKR)       | 235 kg (106 + 129) |
| do 63 kg  | Majja Manezová* · Kazachstán (KAZ)        | 245 kg OR (110 + 135)    | Světlana Carukajevová* · Rusko (RUS) | 237 kg (112 + 125)       | Christine Girardová · Kanada (CAN)      | 236 kg (103 + 133) |
| do 69 kg  | Rim Džong-sim · Severní Korea (PRK)       | 261 kg (115 + 146)       | Roxana Cocoșová* · Rumunsko (ROU)    | 256 kg (113 + 143)       | Maryna Škermankovová* · Bělorusko (BLR) | 256 kg (113 + 143) |
| do 75 kg  | Světlana Podobedovová* · Kazachstán (KAZ) | 291 kg (130 + 161 OR)    | Natalja Zabolotná* · Rusko (RUS)     | 291 kg OR (131 OR + 160) | Iryna Kulešová* · Bělorusko (BLR)       | 269 kg (121 + 148) |
| nad 75 kg | Čou Lu-lu · Čína (CHN)                    | 333 kg SR (146 + 187 OR) | Taťana Kaširinová · Rusko (RUS)      | 332 kg (151 SR + 181)    | Hripsime Churšudjanová* · Arménie (ARM) | 294 kg (128 + 166) |

- ) Sportovci označeni (*) byli diskvalifikováni na základě porušení antidopingových pravidel nebo je jejich případ dosud otevřen. Status jednotlivých případů eviduje IWF: .

## Doping
Před zahájením soutěží byl pozitivně testován na použití zakázaných látek albánský reprezentant Hysen Pulaku, který se na soutěž připravoval v Kalifornii ve Spojených státech amerických pod vedením trenéra Ivana Abadžieva. Pozitivně byl testován vzorek odebraný 23. července 2012, pouze několik dní před zahájením soutěží.
V průběhu a bezprostředně po skončení Her nebyly odhaleny žádné případy porušení antidopingových pravidel.
V roce 2016 však bylo při opakovaném testování odebraných vzorků z roku 2012 odhaleno 23 případů užití zakázaných látek, v roce 2017 jeden případ, v roce 2018 pět případů, v roce 2019 jeden případ a v roce 2020 další tři případy.
Ve výsledcích první vlny testování bylo identifikováno 10 případů, Mezinárodní vzpěračská federace o nich hromadně informovala 15. června 2016:
- olympijský vítěz v hmotnostní kategorii do 94 kilogramů: Kazach Ilja Ilin
- olympijská vítězka v hmotnostní kategorii do 53 kilogramů: reprezentantka Kazachstánu Zulfija Činšanlová
- olympijská vítězka v hmotnostní kategorii do 63 kilogramů: reprezentantka Kazachstánu Majja Manezová
- olympijská vítězka v hmotnostní kategorii do 75 kilogramů: reprezentantka Kazachstánu Svetlana Podobedovová
- stříbrný medailista v hmotnostní kategorii do 85 kilogramů: Rus Apti Auchadov
- bronzová medailistka v hmotnostní kategorii do 58 kilogramů: Ukrajinka Julija Kalinová
- bronzová medailistka v hmotnostní kategorii do 69 kilogramů: Běloruska Maryna Škermankovová
- čtvrtá v hmotnostní kategorii do 58 kilogramů: reprezentantka Ázerbájdžánu Bojanka Kostovová
- čtvrtá v hmotnostní kategorii do 69 kilogramů: Běloruska Dzina Sazanavecová
- devátý v hmotnostní kategorii nad 105 kilogramů: Bělorus Jauhen Žarnasek

O výsledcích druhé vlny testování Mezinárodní vzpěračská federace informovala 27. července 2016, kdy bylo hromadně zveřejněno těchto 11 případů:
- stříbrný medailista v hmotnostní kategorii do 94 kilogramů: Rus Alexandr Ivanov
- stříbrná medailistka v hmotnostní kategorii do 63 kilogramů: Ruska Svetlana Carukajevová
- stříbrná medailistka v hmotnostní kategorii do 75 kilogramů: Ruska Natalja Zabolotná
- bronzová medailistka v hmotnostní kategorii do 53 kilogramů: Moldavanka Cristina Iovuová
- bronzová medailistka v hmotnostní kategorii do 75 kilogramů: Běloruska Iryna Kulešová
- bronzová medailistka v hmotnostní kategorii nad 75 kilogramů: Arménka Hripsime Churšudjanová
- čtvrtý v hmotnostní kategorii do 94 kilogramů: Rus Andrej Děmanov
- čtvrtá v hmotnostní kategorii do 63 kilogramů: Turkyně Sibel Şimşeková
- šestý v hmotnostní kategorii do 94 kilogramů: Azer İntiqam Zairov
- sedmý v hmotnostní kategorii do 94 kilogramů: Kazach Almas Utěšov
- devátý v hmotnostní kategorii do 85 kilogramů: Gruzínec Rauli Cirekidze

13. září 2016 bylo dodatečně oznámeno jedno jméno:
- bronzový medailista v hmotnostní kategorii do 94 kilogramů: Moldavan Anatol Cîrîcu

5. října 2016 bylo dodatečně oznámeno jedno jméno:
- jedenáctý v hmotnostní kategorii do 94 kilogramů: Armén Norajr Vardanjan

13. ledna 2017 bylo oznámeno jedno jméno:
- nenastoupivší do soutěže v hmotnostní kategorii do 105 kilogramů: Rus Chadžimurat Akkajev

22. prosince 2018 Mezinárodní vzpěračská federace informovala o dalších pěti pozitivních dopingových nálezech:
- olympijský vítěz v hmotnostní kategorii do 105 kilogramů: Ukrajinec Oleksij Torochtij
- bronzový medailista v hmotnostní kategorii do 56 kilogramů: reprezentant Ázerbájdžánu Valentin Xristov
- čtvrtý v hmotnostní kategorii do 105 kilogramů: Uzbek Ruslan Nurudinov
- osmý v hmotnostní kategorii do 85 kilogramů: Bělorus Mikalaj Novikau
- neklasifikovaná v hmotnostní kategorii do 69 kilogramů: Arménka Meliné Daluzjanová

13. března 2019 byl oznámen jeden případ:
- devátý v hmotnostní kategorii do 56 kilogramů: Rumun Florin Ionuţ Croitoru

10. ledna 2020 byly oznámeny další tři případy:
- stříbrná medailistka v hmotnostní kategorii do 69 kilogramů: Rumunka Roxana Cocoșová
- bronzový medailista v hmotnostní kategorii do 69 kilogramů: Rumun Răzvan Martin
- osmý v hmotnostní kategorii do 62 kilogramů: Turek Erol Bilgin

Z těchto 33 případů odhalených dodatečným testováním bylo k začátku roku 2020 celkem 25 uzavřeno, ve všech případech diskvalifikací.

## Přehledde factomedailistů
Pokud dojde k diskvalifikaci všech sportovců, proti kterým je aktuálně vedeno řízení z důvodu porušení antidopingových pravidel, bude přehled medailistů následovný:

### Muži
| Kategorie  | Zlato                              | Stříbro                         | Bronz                                |
| ---------- | ---------------------------------- | ------------------------------- | ------------------------------------ |
| Do 56 kg   | Om Jun-čchol · Severní Korea (PRK) | Wu Ťing-piao · Čína (CHN)       | Trần Lê Quốc Toàn · Vietnam (VIE)    |
| Do 62 kg   | Kim Un-kuk · Severní Korea (PRK)   | Óscar Figueroa · Kolumbie (COL) | Eko Yuli Irawan · Indonésie (INA)    |
| Do 69 kg   | Lin Čching-feng · Čína (CHN)       | Triyatno · Indonésie (INA)      | Kim Mjong-hjok · Severní Korea (PRK) |
| Do 77 kg   | Lü Siao-ťün · Čína (CHN)           | Lu Chao-ťie · Čína (CHN)        | Iván Cambar · Kuba (CUB)             |
| Do 85 kg   | Adrian Zieliński · Polsko (POL)    | Kjánúš Rostamí · Írán (IRI)     | Tarik Jehja · Egypt (EGY)            |
| Do 94 kg   | Saíd Mohamedpúr · Írán (IRI)       | Kim Min-džä · Jižní Korea (KOR) | Tomasz Zieliński · Polsko (POL)      |
| Do 105 kg  | Naváb Nasíršelal · Írán (IRI)      | Bartłomiej Bonk · Polsko (POL)  | Ivan Jefremov · Uzbekistán (UZB)     |
| Nad 105 kg | Behdád Salímí · Írán (IRI)         | Sadžád Anúšíravání · Írán (IRI) | Ruslan Albegov · Rusko (RUS)         |

### Ženy
| Kategorie | Zlato                               | Stříbro                                   | Bronz                                 |
| --------- | ----------------------------------- | ----------------------------------------- | ------------------------------------- |
| Do 48 kg  | Wang Ming-ťüan · Čína (CHN)         | Hiromi Mijakeová · Japonsko (JPN)         | Rjang Čchun-hwa · Severní Korea (PRK) |
| Do 53 kg  | Sü Šu-ťing · Tchaj-wan (TPE)        | Citra Febriantiová · Indonésie (INA)      | Julija Paratovová · Ukrajina (UKR)    |
| Do 58 kg  | Li Süe-jing · Čína (CHN)            | Phimsiri Sirikaewová · Thajsko (THA)      | Rattikan Kulnojová · Thajsko (THA)    |
| Do 63 kg  | Christine Girardová · Kanada (CAN)  | Milka Manevová · Bulharsko (BUL)          | Luz Acostaová · Mexiko (MEX)          |
| Do 69 kg  | Rim Džong-sim · Severní Korea (PRK) | Anna Nurmuchambetovová · Kazachstán (KAZ) | Ubaldina Valoyesová · Kolumbie (COL)  |
| Do 75 kg  | Lidia Valentínová · Španělsko (ESP) | Abír Abdelrahmánová · Egypt (EGY)         | Madias Nzessová · Kamerun (CMR)       |
| Nad 75 kg | Čou Lu-lu · Čína (CHN)              | Taťana Kaširinová · Rusko (RUS)           | Džang Mi-ran · Jižní Korea (KOR)      |

## Medailová tabulka
Podle medailí rozdaných v průběhu Her:
| Pořadí | Země          | Zlato | Stříbro | Bronz | Celkově |
| ------ | ------------- | ----- | ------- | ----- | ------- |
| 1.     | Čína          | 5     | 2       | -     | 7       |
| 2.     | Kazachstán    | 4     | -       | -     | 4       |
| 3.     | Severní Korea | 3     | -       | 1     | 4       |
| 4.     | Írán          | 1     | 2       | 1     | 4       |
| 5.     | Polsko        | 1     | -       | 1     | 2       |
| 5.     | Ukrajina      | 1     | -       | 1     | 2       |
| 7.     | Rusko         | -     | 5       | 1     | 6       |
| 8.     | Indonésie     | -     | 1       | 1     | 2       |
| 8.     | Rumunsko      | -     | 1       | 1     | 2       |
| 10.    | Japonsko      | -     | 1       | -     | 1       |
| 10.    | Kolumbie      | -     | 1       | -     | 1       |
| 10.    | Thajsko       | -     | 1       | -     | 1       |
| 10.    | Tchaj-wan     | -     | 1       | -     | 1       |
| 14.    | Bělorusko     | -     | -       | 2     | 2       |
| 14.    | Moldavsko     | -     | -       | 2     | 2       |
| 16.    | Arménie       | -     | -       | 1     | 1       |
| 16.    | Ázerbájdžán   | -     | -       | 1     | 1       |
| 16.    | Kanada        | -     | -       | 1     | 1       |
| 16.    | Kuba          | -     | -       | 1     | 1       |

V případě úprav pořadí ve všech aktuálně otevřených dopingových případech by medaile získaly 22 země, tedy o 3 více, a medailová tabulka by vypadala následovně:
| Pořadí | Země          | Zlato | Stříbro | Bronz | Celkově |
| ------ | ------------- | ----- | ------- | ----- | ------- |
| 1.     | Čína          | 5     | 2       | -     | 7       |
| 2.     | Írán          | 3     | 2       | -     | 5       |
| 3.     | Severní Korea | 3     | -       | 2     | 5       |
| 4.     | Polsko        | 1     | 1       | 1     | 3       |
| 5.     | Kanada        | 1     | -       | -     | 1       |
| 5.     | Španělsko     | 1     | -       | -     | 1       |
| 5.     | Tchaj-wan     | 1     | -       | -     | 1       |
| 8.     | Indonésie     | -     | 2       | 1     | 3       |
| 9.     | Egypt         | -     | 1       | 1     | 2       |
| 9.     | Jižní Korea   | -     | 1       | 1     | 2       |
| 9.     | Kolumbie      | -     | 1       | 1     | 2       |
| 9.     | Rusko         | -     | 1       | 1     | 2       |
| 9.     | Thajsko       | -     | 1       | 1     | 2       |
| 14.    | Bulharsko     | -     | 1       | -     | 1       |
| 14.    | Japonsko      | -     | 1       | -     | 1       |
| 14.    | Kazachstán    | -     | 1       | -     | 1       |
| 17.    | Kamerun       | -     | -       | 1     | 1       |
| 17.    | Kuba          | -     | -       | 1     | 1       |
| 17.    | Mexiko        | -     | -       | 1     | 1       |
| 17.    | Ukrajina      | -     | -       | 1     | 1       |
| 17.    | Uzbekistán    | -     | -       | 1     | 1       |
| 17.    | Vietnam       | -     | -       | 1     | 1       |

## Kvalifikované státy
Startovní místa na OH mohly jednotlivé reprezentace získat na základě předvedených výkonů na mistrovství světa v letech 2010 a 2011, v menší míře pak také na kontinentálních mistrovstvích v roce 2012. Kromě toho mohli být sportovci na hry pozváni na základě postavení ve výkonnostním žebříčku nebo obdržením divoké karty.
Celkem se ve vzpírání kvalifikovalo 260 závodníků z 84 zemí a oblastí, z toho 156 mužů a 104 žen. Jeden stát mohl vybojovat až 10 účastnických míst (pro 6 mužů a 4 ženy).
| Přehled kvalifikovaných států | Přehled kvalifikovaných států | Přehled kvalifikovaných států | Přehled kvalifikovaných států |
| ----------------------------- | ----------------------------- | ----------------------------- | ----------------------------- |
| Stát                          | Muži                          | Ženy                          | Celkem                        |
| Albánie                       | 4                             | 1                             | 5*                            |
| Alžírsko                      | 1                             |                               | 1                             |
| Arménie                       | 4                             | 2                             | 6                             |
| Aruba                         | 1                             |                               | 1                             |
| Austrálie                     | 1                             | 1                             | 2                             |
| Ázerbájdžán                   | 5                             | 1                             | 6                             |
| Belgie                        | 1                             |                               | 1                             |
| Bělorusko                     | 4                             | 4                             | 8                             |
| Brazílie                      | 1                             | 1                             | 2                             |
| Bulharsko                     | 1                             | 1                             | 2                             |
| Cookovy ostrovy               |                               | 1                             | 1                             |
| Česko                         | 1                             |                               | 1                             |
| Čína                          | 6                             | 4                             | 10                            |
| Dominikánská republika        |                               | 2                             | 2                             |
| Egypt                         | 5                             | 3                             | 8                             |
| Ekvádor                       | 1                             | 3                             | 4                             |
| Fidži                         | 1                             | 1                             | 2                             |
| Filipíny                      |                               | 1                             | 1                             |
| Finsko                        | 1                             |                               | 1                             |
| Francie                       | 3                             | 1                             | 4                             |
| Ghana                         |                               | 1                             | 1                             |
| Gruzie                        | 3                             |                               | 3                             |
| Guatemala                     | 1                             | 1                             | 2                             |
| Honduras                      | 1                             |                               | 1                             |
| Hongkong                      |                               | 1                             | 1                             |
| Chile                         | 1                             | 1                             | 2                             |
| Indie                         | 1                             | 1                             | 2                             |
| Indonésie                     | 5                             | 1                             | 6                             |
| Irák                          | 1                             |                               | 1                             |
| Írán                          | 6                             |                               | 6                             |
| Itálie                        | 1                             |                               | 1                             |
| Japonsko                      | 1                             | 4                             | 5                             |
| Jihoafrická republika         | 1                             |                               | 1                             |
| Jižní Korea                   | 6                             | 4                             | 10                            |
| Kamerun                       | 1                             | 1                             | 2                             |
| Kanada                        |                               | 3                             | 3                             |
| Kazachstán                    | 4                             | 4                             | 8                             |
| Keňa                          |                               | 1                             | 1                             |
| Kiribati                      | 1                             |                               | 1                             |
| Kolumbie                      | 4                             | 4                             | 8                             |
| Kuba                          | 4                             |                               | 4                             |
| Kyrgyzstán                    | 1                             |                               | 1                             |

| Přehled kvalifikovaných států | Přehled kvalifikovaných států | Přehled kvalifikovaných států | Přehled kvalifikovaných států |
| ----------------------------- | ----------------------------- | ----------------------------- | ----------------------------- |
| Stát                          | Muži                          | Ženy                          | Celkem                        |
| Lotyšsko                      | 1                             |                               | 1                             |
| Madagaskar                    |                               | 1                             | 1                             |
| Maďarsko                      | 1                             |                               | 1                             |
| Mexiko                        | 1                             | 1                             | 2                             |
| Mikronésie                    | 1                             |                               | 1                             |
| Moldavsko                     | 1                             | 1                             | 2                             |
| Nauru                         | 1                             |                               | 1                             |
| Německo                       | 3                             | 2                             | 5                             |
| Nigérie                       | 1                             | 1                             | 2                             |
| Nikaragua                     |                               | 1                             | 1                             |
| Nový Zéland                   | 1                             |                               | 1                             |
| Palau                         | 1                             |                               | 1                             |
| Papua Nová Guinea             | 1                             | 1                             | 2                             |
| Peru                          |                               | 1                             | 1                             |
| Polsko                        | 6                             | 3                             | 9                             |
| Portoriko                     |                               | 1                             | 1                             |
| Rumunsko                      | 3                             | 1                             | 4                             |
| Rusko                         | 6                             | 4                             | 10*                           |
| Řecko                         | 1                             |                               | 1                             |
| Salvador                      | 1                             |                               | 1                             |
| Samoa                         | 1                             | 1                             | 2                             |
| Saúdská Arábie                | 1                             |                               | 1                             |
| Severní Korea                 | 5                             | 3                             | 8                             |
| Singapur                      |                               | 1                             | 1                             |
| Slovensko                     | 1                             |                               | 1                             |
| Spojené arabské emiráty       |                               | 1                             | 1                             |
| Spojené státy americké        | 1                             | 2                             | 3                             |
| Sýrie                         | 1                             | 1                             | 2                             |
| Šalomounovy ostrovy           |                               | 1                             | 1                             |
| Španělsko                     | 1                             | 1                             | 2                             |
| Thajsko                       | 3                             | 4                             | 7                             |
| Tchaj-wan                     | 1                             | 3                             | 4                             |
| Tunisko                       | 1                             | 1                             | 2                             |
| Turecko                       | 5                             | 4                             | 9                             |
| Turkmenistán                  | 3                             |                               | 3                             |
| Tuvalu                        | 1                             |                               | 1                             |
| Uganda                        | 1                             |                               | 1                             |
| Ukrajina                      | 6                             | 3                             | 9*                            |
| Uzbekistán                    | 5                             | 1                             | 6                             |
| Velká Británie                | 3                             | 2                             | 5                             |
| Venezuela                     | 1                             | 2                             | 3                             |
| Vietnam                       | 1                             | 1                             | 2                             |

Pozn.: Albánie nevyužila jednu mužskou kvótu, protože již nestihla přeobsadit distancovaného sportovce (Hysen Pulaku). Rusko nevyužilo dvě mužské kvóty, když ze zdravotních důvodů odstoupili a neprezentovali se závodníci v kategorii do 105 kg (Chadžimurat Akkajev a Dmitrij Klokov). Ukrajina nevyužila jednu mužskou a jednu ženskou kvótu, když se bez udání důvodu neprezentovali závodník v kategorii mužů do 94 kg (Artěm Ivanov) a závodnice v kategorii žen nad 75 kg (Svitlana Černjavská). Ve skutečnosti tedy soutěžilo 152 mužů a 103 žen.